# La Casera
La Casera es una marca de refrescos española. Fue fundada en 1949 por la familia Duffo. En la actualidad es propiedad de la empresa Suntory Beverage & Food Europe, perteneciente al grupo japonés Suntory.
Comercializa bebidas gaseosas: gaseosa, refrescos de limón, refrescos de naranja, refrescos de cola y tinto de verano (una mezcla de vino y gaseosa).

## Historia
El origen de la empresa se remonta a don Francisco Duffo Foix, nacido en Saint-Laurent-de-Neste, Francia, en 1873. En un viaje a San Sebastián, España, conoció a la que sería su esposa, Victoria González, con la que tuvo cinco hijos. A partir de ese momento su vida estuvo siempre conectada a España.
Su interés por los refrescos y las bebidas con gas comenzó a principios de siglo, cuando obtuvo la representación de la empresa inglesa de sifones British Siphon y de la empresa francesa de equipamientos para fábricas de bebidas carbónicas SMA.
En 1923 se instaló en Barcelona y decidió  abrir él mismo una fábrica de sifones y bebidas gaseosas, que vendió bajo la marca El Rayo. En 1928, tras reunirse en París con los directivos de la empresa Coca Cola, obtuvo la primera concesión de Coca Cola para la península, que embotella y comercializa con éxito hasta la Guerra Civil. Años más tarde, sus hijos fueron los responsables de traer y popularizar en España otra bebida extranjera, la tónica, al convertirse los Duffo en 1957 en los concesionarios de Schweppes para España.
La Guerra Civil supone un paréntesis para los negocios de la familia Duffo en las bebidas gaseosas; falta materia prima y la fábrica es colectivizada por los sindicatos. La posguerra trae una grave crisis. En aquella época existían un sinfín de marcas de gaseosa; marcas muy locales elaboradas artesanalmente. El hijo de Francisco, Félix Duffo González, tuvo la idea de fabricar gaseosas a otro nivel: conseguir una bebida suave y agradable, con un formato estandarizado que puedira ser vendida masivamente en todo el país. Los hermanos Duffo González estaban dispuestos a poner cada uno su granito de arena en el ambicioso proyecto: Francisco hijo, la distribución por toda España; Víctor - fabricante de esencias y jarabes - el olfato; y Félix, la coordinación. 
El 31 de mayo de 1949, se constituyó La Casera S.L.. El 23 de agosto se pagan 2300 pesetas para la licencia de apertura de un local de 371 metros cuadrados en Madrid. 
En abril de 1950 aparecen en el mercado las primeras 1.417 botellas de La Casera, que se vendieron por 1.700,40 pesetas. Se vendían botellas de un litro, sustituyéndose el tradicional cierre de corcho con una cuerda, por un cierre mecánico con un tapón de porcelana, como el del agua oxigenada, dando así la imagen de algo moderno e higiénico. En junio se fabricaron 25.000 y al final del año se habían vendido 380.090 litros, lo que supuso unos ingresos de casi medio millón de pesetas. Para que las amas de casa conocieran el producto, un repartidor en un triciclo regalaba por los barrios las botellas. El ama de casa se quedaba con el casco y si quería una nueva tendría que pagar 1,20 pesetas, un lujo para aquella época.[cita requerida]
En cada lugar en que La Casera se quería implantar se compraba la fábrica de gaseosa más fuerte o se firmaba un acuerdo de colaboración. En este periodo se crea una red de distribución propia para llegar a todos los rincones de una España de posguerra muy mal comunicada.
En los 60 se crean nuevos sabores, aparecen La Casera Limón y La Casera Naranja. Todo crece año tras año hasta llegar en 1971 a una producción de 300.000 litros a la hora. Se convierte en el refresco familiar por excelencia y el complemento típico del vino de mesa.
En ese momento, La Casera era la gaseosa más vendida del mercado y la tercera empresa de refrescos de España después de Coca Cola y Pepsi. Poseía 40 plantas embotelladoras. En 1984 comercializó 518 millones de litros de gaseosa. Además, era propietaria de las marcas Monte Verde, Play's, Surfing y Twin y tenía licencia para comercializar la bebida estadounidense Seven Up. En 1984, La Casera obtuvo unos ingresos de 15.273 millones de pesetas y contaba con una plantilla de 3.600 trabajadores.  
No obstante, se fue produciendo una pérdida progresiva de la cuota de mercado de un 19,1% en 1990 a un 12,3% en 1995. En noviembre de 1995 el grupo Iberian Beverage Group (IBG) adquirió a la familia Duffo el 51% de La Casera. El grupo estaba formado por el grupo cervecero Bavaria (controlado por la familia colombiana Santo Domingo), la familia belga Berggruen y por Westford, un fondo de inversiones estadounidense especializado en la reestructuración de empresas.
En diciembre de 1995 el número de trabajadores de La Casera se había reducido a 935 y la marca presentó un plan de viabilidad que incluía despidos de más de 400 personas y el cierre de varias fábricas. Los sindicatos protestaron contra este plan y en abril de 1996 se pactó que solo se despidiera a 260 personas (el 29% de la plantilla). En mayo de 1996 IBG se hizo con el control del 100% del accionariado de la empresa. A finales de 1996 la empresa comenzó a exportar a Cuba, Colombia, Marruecos y Argelia. En 1997 la empresa comienza a tener pérdidas en lugar de beneficios.
En febrero de 1999 el fondo de inversiones francés Paribas compró un 13% de las acciones de La Casera al grupo Bavaria. Bavaria había vendido ya un 27% a la familia Berggruen. A partir de marzo de 1999 La Casera volvió a tener beneficios.
En diciembre de 1998 Coca Cola acuerda adquirir las marcas de Cadbury Schweppes. Este acuerdo inicialmente excluía a Estados Unidos, Francia y Sudáfrica. La Casera recurrió ante los tribunales de competencia mercantil españoles y comunitarios porque un acuerdo así produciría que el 72% de los refrescos fueran comercializados por la compañía Coca Cola, y esto haría que todos los locales en el sector de la hostelería contratasen con Coca Cola su abastecimiento, llevando a una situación parecida a la del monopolio. Pepsico compartía la tesis de La Casera y realizó las mismas reclamaciones. A causa de estas reclamaciones Coca Cola accedió a que el acuerdo no se aplicase a ningún país de la Unión Europea (salvo Reino Unido, Irlanda y Grecia) y que, en el mismo continente, tampoco se aplicase a Noruega y Suiza.
A partir del año 2000 La Casera comenzó a exportar su producto a Italia.
En 2001 el grupo británico Cadbury Schweppes compró La Casera por 19.467 millones de pesetas. Aunque comercializaba marcas como la tónica Schweppes, Trina u Orangina, La Casera pasó a suponer una octava parte de sus ventas.
En noviembre de 2005 Cadbury Schweppes llegó a un acuerdo con los fondos de inversión Lion Capital y Blackstone para venderles su negocio de bebidas en Europa continental por 1850 millones de euros. Entre esas marcas estaban La Casera y Trina.
En 2001 Cadbury Schweppes había comprado la marca Orangina y en 2008 pasó a llamarse Orangina Schweppes. En 2009 el grupo japonés Suntory adquirió la empresa Orangina Schweppes, que a su vez era propietaria de La Casera.

## Publicidad e imagen de marca
A lo largo de su historia, la publicidad ha ido revestida con características tradicionales unas veces y con características modernas y juveniles en otras ocasiones, para poder seducir a todos los consumidores. En 1967 el eslogan de la marca era "A mí La Casera". Al año siguiente, el anuncio tomó un tono de humor hiperbólico que se convertiría en parte de la identidad de la casa ¿Te acuerdas cuando bebíamos agua? Diez años después cambió por "La Casera es de casa". Otro de los posteriores más conocidos fue "Si no hay Casera nos vamos", del que llegaron a hacer un pasodoble para un anuncio en 2005. En 2010 hubo una campaña publicitaria que situaba al producto en el escenario del cómic 13 Rue del Percebe, de Francisco Ibáñez.
La tradicional botella de cristal de La Casera con el tapón de porcelana se vende en páginas web como eBay como objeto de colección. En 1999, con motivo del 50 aniversario de la marca, salió al mercado una edición conmemorativa de su famosa botella de cristal. Se fabricaron más de 1 millón de botellas para la ocasión, réplicas exactas de las que dejaron de venderse en los 70. Hasta principios de los años 90 en la botella aparecía una casita sonriente, ilustrando el nombre de la marca, que formaba parte del logo. Este diseño fue recuperado en 2008.
Así mismo, La Casera es la bebida preferida del personaje literario Manolito Gafotas.[cita requerida]
Fue el primer patrocinador en España de baloncesto, y ha participado en acontecimientos deportivos como la Vuelta a España, el Tour de Francia o la Copa América, patrocinando en 1992 la primera participación del equipo español.
A la gaseosa de esta marca a veces se le llama "La Casera blanca" o, simplemente, "blanca", para diferenciarla del refresco de limón de la misma marca.

## Tinto de verano

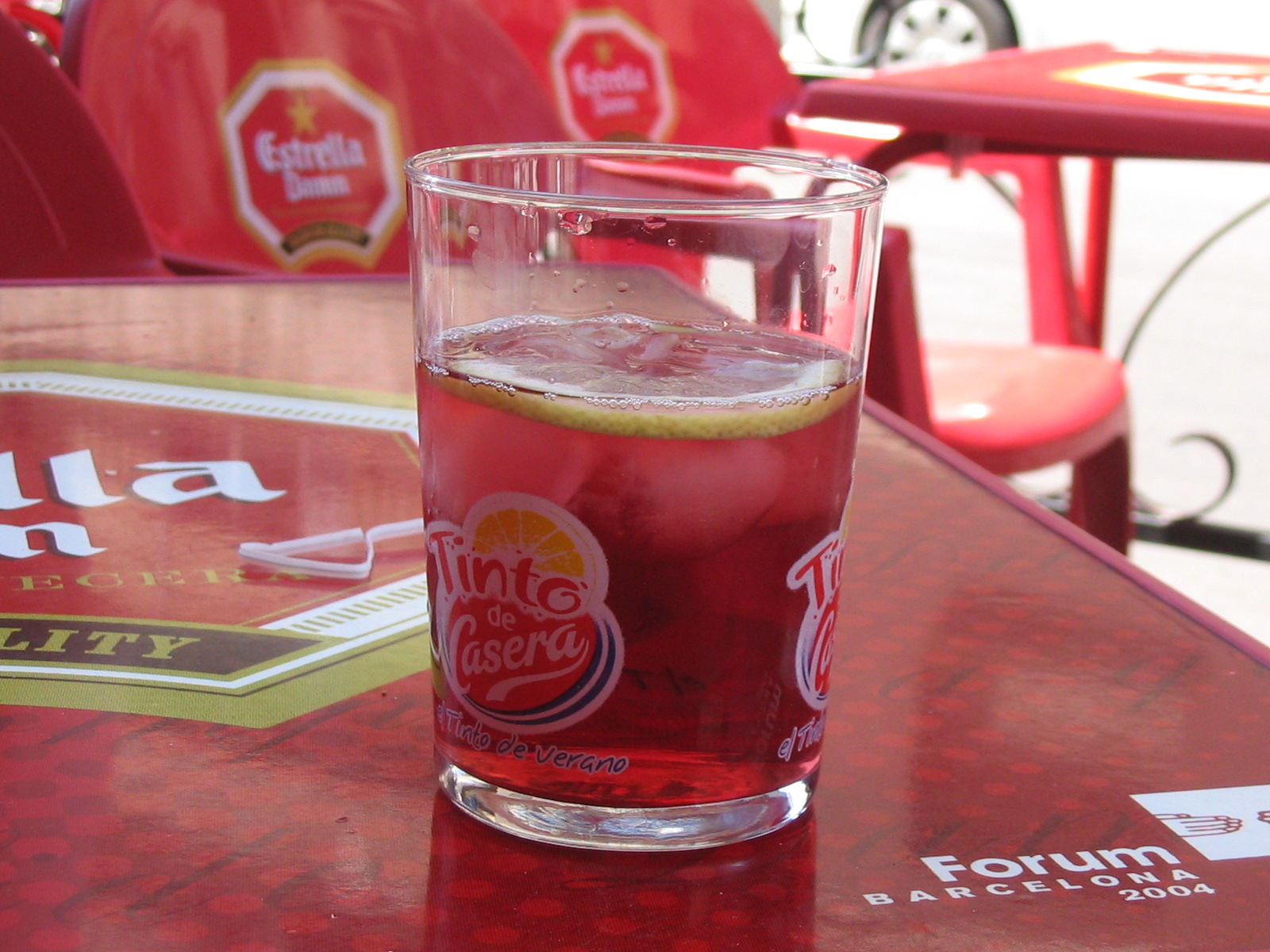
Un tinto de verano en la terraza de un bar español, servido en un vaso con publicidad de La Casera.

Es un cóctel veraniego donde se mezcla gaseosa o un refresco de limón con vino tinto. En España se ha preparado muy habitualmente con La Casera, por ser la marca más popular de gaseosa. También se puede mezclar cerveza con gaseosa para producir la clara.

## Productos
- Gaseosa La Casera
- Cola La Casera
- Limón La Casera
- Naranja La Casera
- Tinto de verano La Casera (vino con gaseosa, cóctel ya preparado)